# Rive d’Arcano
Rive d’Arcano (im furlanischen Dialekt: Rives Darcjàn) ist eine nordostitalienische Gemeinde (comune) mit 2366 Einwohnern (Stand 31. Dezember 2023) in der Region Friaul-Julisch Venetien. Die Gemeinde liegt etwa 17 Kilometer westnordwestlich von Udine.

## Geschichte
Die alte Burg wurde im 12. Jahrhundert auf den Fundamenten einer noch älteren Befestigungsanlage aus dem 10. Jahrhundert errichtet.

## Gemeindepartnerschaft
Mit der französischen Gemeinde Chasselay im Département Rhône besteht eine Partnerschaft.

## Bevölkerungsentwicklung
| Jahr          | 1871 | 1881 | 1901 | 1911 | 1921 | 1931 | 1936 | 1951 | 1961 | 1971 | 1981 | 1991 | 2001 | 2011 |
| Einwohnerzahl | 1895 | 2092 | 2671 | 3339 | 3831 | 3465 | 2771 | 3014 | 2781 | 2527 | 2443 | 2338 | 2284 | 2479 |